# Palazzo Sormani Andreani

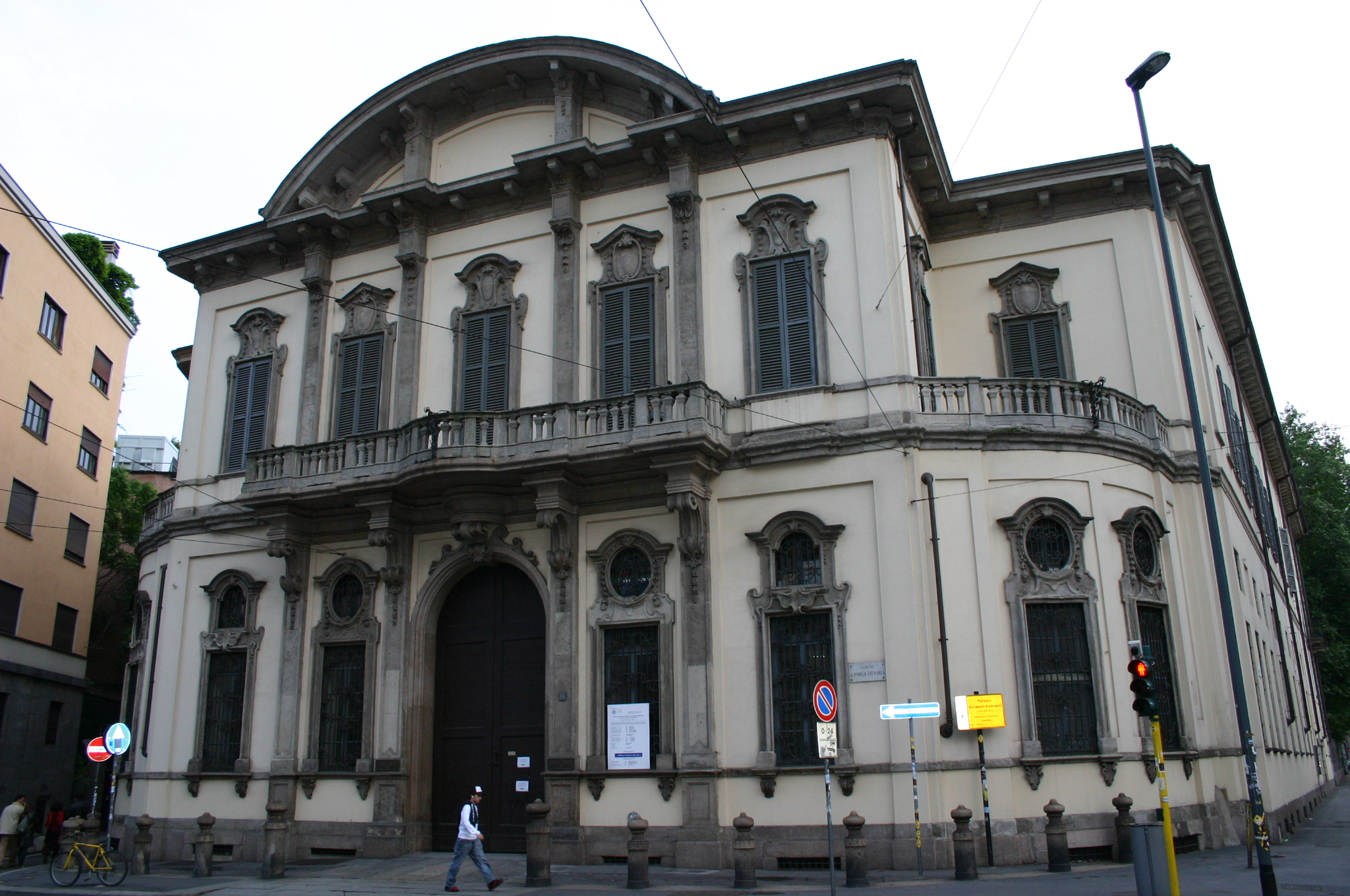
Palazzo Sormani Andreani

A Palazzo Sormani Andreani (Corso di Porta Vittoria 2.) egy milánói palota.

## Leírása
A palota a 16. században épült a Sormani milánói patríciuscsalád számára. A 17. században került az Andreani család tulajdonába. Barokk homlokzatát 1736-ban Francesco Croce építette. A park felé néző szárnyát Benedetto Alfieri építette klasszicizáló stílusban.  Belsője gazdagon díszített. A stukkózásokat Agenore Fabbri készítette a 19. században. A második világháborúban bombatámadás érte, de Arrigo Arrighetti vezetésével, az eredeti formájában építették újra. Jelenleg a városi könyvtár otthona.